# Bas van de Goor
Sebastiaan Jacques Henri van de Goor, meglio noto come Bas (Oss, 4 settembre 1971), è un ex pallavolista e allenatore di pallavolo olandese.
È il fratello maggiore di Mike van de Goor.

## Palmarès

### Club
- Campionato olandese: 4

1990-91, 1992-93, 1993-94, 2002-03
- Campionato italiano: 3

1994-95, 1996-97, 2000-01
- Coppa dei Paesi Bassi: 2

1992-93, 1993-94
- Coppa Italia: 3

1994-95, 1996-97, 1997-98
- Supercoppa olandese: 1

1993
- Supercoppa italiana: 3

1997, 2000, 2001
- Coppa dei Campioni: 3

1995-96, 1996-97, 1997-98
- Coppa delle Coppe: 2

1994-95, 2002-03
- Supercoppa europea: 1

1995

### Premi individuali
- 1995 - Coppa del Mondo: Miglior attaccante
- 1996 - Giochi della XXVI Olimpiade: Miglior attaccante
- 1997 - World League: Miglior schiacciatore
- 1997 - Campionato europeo: Miglior attaccante
- 1997 - Grand Champions Cup: Miglior attaccante
- 1999 - Campionato europeo: Miglior attaccante
- 1999 - Campionato europeo: Miglior muro
- 2000 - Giochi della XXVII Olimpiade: MVP
- 2019 - CEV: Premio alla carriera